# Omar al-Gámdí
Omar al-Gámdí (arabul: عُمر الغامدي; Mekka, 1979. április 11. –) szaúd-arábiai válogatott labdarúgó.

## Pályafutása

### Klubcsapatban
1998 és 2010 között az El-Hilál csapatában játszott, melynek tagjaként 2000-ben megnyerte az AFC-bajnokok ligáját és öt bajnoki címet szerzett. 2010 és 2015 között az Es-Sabáb játékosa volt, melynek tagjaként szintén megnyerte a szaúdi bajnokságot. 

### A válogatottban
2000 és 2008 között 60 alkalommal játszott a szaúd-arábiai válogatottban. Részt vett a 2002-es és a 2006-os világbajnokságon, illetve a 2000-es és a 2007-es Ázsia-kupán.

## Sikerei, díjai
El-Hilál
- Szaúd-arábiai bajnok (5): 1997–98, 2001–02, 2004–05, 2007–08, 2009–10
- AFC-bajnokok ligája győztes (1): 1999–00
- Kupagyőztesek Ázsia-kupája győztes (1): 2001–02
- Ázsiai labdarúgó-szuperkupa győztes (1): 2000

Es-Sabáb
- Szaúd-arábiai bajnok (1): 2011–12

Szaúd-Arábia
- Ázsia-kupa döntős (2): 2000, 2007